# Robert z Thourotte
Robert z Thourotte (franc. Robert de Thourotte, Robert de Thorotte) – był biskupem Langres w latach 1232–1240, a następnie biskupem Liège w latach 1240–1246.
Ustanowił święto Bożego Ciała dla diecezji Liège, które po raz pierwszy było obchodzone w 1246 roku. Uroczystość tę ustanowił pod wpływem sugestii Julianny z Cornillon opartej na jej objawieniach, a przekazanej mu za pośrednictwem jego archidiakona Jacques’a Pantaléona.
Zmarł w 1246 roku.